# Michael Hutchence
Michael Kelland John Hutchence (Sydney, 22 gennaio 1960 – Sydney, 22 novembre 1997) è stato un cantante australiano, leader del gruppo musicale INXS.
Frontman dalla presenza carismatica, Hutchence, oltre all'attività con gli INXS, portò avanti diversi progetti personali, sia in gruppo con i Max Q, con cui pubblicò l'omonimo album, sia come cantante solista, con l'album Michael Hutchence (pubblicato postumo). Intraprese anche la carriera di attore recitando in film come Cani nello spazio e Frankenstein oltre le frontiere del tempo.

## Biografia
Hutchence nacque a Sydney, figlio di Kelland ("Kell") e di Patricia Hutchence, ma crebbe a Hong Kong. La famiglia ritornò a Sydney nella tarda adolescenza di Michael e fu lì che conobbe Andrew Farriss alla Davidson High School, sulle spiagge di Sydney. Michael e Andrew si unirono ai fratelli di quest'ultimo Tim e Jon, e agli amici Gary Beers e Kirk Pengilly per formare la loro prima band, The Farriss Brothers, che diverrà successivamente nota col nome INXS.
Quando, nel 1979, la famiglia Farriss si spostò a Perth, il resto della band la seguì per fare rientro a Sydney solo successivamente. Nel 1980 realizzarono il primo album, INXS, e appena uscito il loro primo single Simple Simon fu subito seguito dal loro primo successo australiano, Just Keep Walking. Durante gli anni ottanta, Hutchence abitò in un appartamento situato alla fine di Kirketon Road, Darlinghurst, a Sydney.
Hutchence ebbe una lunga relazione con Kylie Minogue, e - quando questa finì - ne allacciò un'altra con la modella danese Helena Christensen, e poi un'altra ancora con Paula Yates, che aveva conosciuto anni prima durante un'intervista ma ormai in corso di separazione dal marito Bob Geldof. Dall'unione con Paula, il 22 luglio 1996, è nata l'unica figlia di Michael, Heavenly Hiraani Tiger Lily.

### Filmografia
Il 25 aprile 2019 si tiene la prima mondiale del film Mystify: Michael Hutchence, diretto da Richard Lowenstein ottenendo recensioni positive dalla critica. Riceve la nomination come miglior film musicale agli NME Awards il 12 febbraio 2020.

### La morte
L'album degli INXS Elegantly Wasted fu realizzato nell'aprile del 1997. Hutchence e gli INXS erano impegnati in un tour in tutto il mondo, che si sarebbe dovuto concludere in Australia tra novembre e dicembre. Nella mattinata del 22 novembre 1997, tuttavia, Michael Hutchence fu trovato morto nella camera 524 dell'hotel Ritz-Carlton in Double Bay, a Sydney (oggi lo Stamford Plaza); il corpo aveva il collo stretto in una cintura che era legata alla chiusura automatica posta alla sommità della porta della camera.
Il 6 febbraio 1998, a seguito dell'autopsia, il medico legale del Nuovo Galles del Sud, Derrick Hand, presentò i risultati della sua inchiesta, stabilendo che la morte di Hutchence era imputabile a suicidio, probabilmente motivato da depressione, mentre il cantante era sotto l'effetto di alcol e droghe. Kym Wilson e il suo fidanzato Andrew Reyment furono le ultime persone a vedere Michael vivo. La bara di Michael Hutchence fu portata fuori dalla Cattedrale di St. Andrew da parte dei membri della band, da Rhett il più giovane dei suoi fratelli e da Bono Vox. La musica di sottofondo era Never Tear Us Apart degli stessi INXS.

## Omaggi
- La canzone degli U2 Stuck in a Moment You Can't Get Out Of, contenuta nell'album All That You Can't Leave Behind (2000), è dedicata a Michael Hutchence.
- Il suo grande amico Simon Le Bon del gruppo musicale inglese Duran Duran, ancor prima della morte di Hutchence, scrisse una canzone a lui dedicata per l'amicizia che li accomunava, intitolata Michael, You've Got A Lot To Answer For per l'album Medazzaland del 1997. La stessa fu cantata una sola volta dal vivo, poiché Le Bon scoppiò in lacrime sentendosi troppo emotivamente preso dal brano.[5]

## Discografia parziale

### Discografia con INXS
- INXS (1980)
- Underneath the Colours (1981)
- INXSlive - compilation album (1982)
- Shabooh Shoobah (1982)
- Dekadance (1983)
- The Swing (1984)
- Listen Like Thieves (1985)
- Kick (1987)
- X (1990)
- Live Baby Live — recorded live at Wembley Stadium (1991)
- Welcome to Wherever You Are (1992)
- Full Moon, Dirty Hearts (1993)
- Elegantly Wasted (1997)

### Discografia con Max Q
- 1989 - Max Q

### Discografia solista
- 1999 - Michael Hutchence